# Skeppsrå
Skeppsrå är ett kvinnligt andeväsen (rå) som sägs leva ombord på fartyg och skydda dem. Det kunde även uppfattas som en tomteliknande varelse ombord.